# Крайові інспектури охорони пам'ятників культури
Крайові інспектури охорони пам'ятників культури — державні органи охорони пам'яток в УСРР в 1920-30-ті рр., створені згідно із затвердженим ВУЦВК та РНК УСРР «Положенням про охорону пам'ятників культури і природи» (1926 р.).
Діяли Дніпропетровська (інспектор П. Козар), Київська (до 1930 р. — Ф. Ернст), Одеська (С. Дложевський, з 1930 р. — Г. Крисін), Харківська (С. Таранущенко) крайові інспектури.
Забезпечували реєстрацію та нагляд за збереженням пам'яток на підпорядкованих їм територіях. Зокрема, до Одеської крайової інспектури належали Одеська, Херсонська, Миколаївська, Первомайська, Криворізька, Зінов'євська, Мелітопольська округи. На базі інспектур створювалися крайові комісії охорони пам'ятників культури.
З початку 1930-х рр. діяльність інспектур піддавалась ідеологічному тиску з боку партійних та радянських органів, усі крайові інспектори були репресовані. Після 1933 р. у зв'язку з реорганізацією Наркомосу УСРР та відсутністю фінансування інспектури фактично припинили існування.